# ドナルド・カリー
ドナルド・カリー（Donald Curry、1961年9月7日 - ）は、アメリカ合衆国の男性プロボクサー。テキサス州フォートワース出身。元IBF・WBA・WBC世界ウェルター級統一世界王者。元WBC世界スーパーウェルター級王者。世界2階級制覇王者。兄は元WBC世界スーパーライト級王者ブルース・カリー。

## 来歴
カリーのアマチュア戦績は400勝4敗とされるが、396勝4敗、あるいは400勝6敗であるとも言われる。カリー本人はアマチュア時代について、少なくとも404戦以上しているはずで、負けたのが4試合だけであることははっきり覚えていると述べている。
その４敗は兄のブルース、ロニーシールズ、コスケラ、ホセアクイラーでコスケラとアクイラーは映像が残っている。
ブルースのマネジャーのジェシーリードのjrによると子供のころはさすがにブルースのほうが体力で勝っていてスパーリングでドナルドをKOした事もあったという。
1980年12月26日、プロデビューをウェルター級で果たし初回TKO勝ちを収め白星でデビューを飾った。
1982年5月4日、NABF北米ウェルター級王者ブルース・フィンチと対戦し4回1分10秒TKO勝ちを収め王座獲得に成功した。
1982年10月23日後のWBA・WBC世界ウェルター級王者でUSBA全米ウェルター級王者マーロン・スターリングと対戦し12回2-1(2者が116-112、113-117)の判定勝ちを収めUSBA王座獲得、NABF王座初防衛に成功した。
1983年2月13日、シュガー・レイ・レナードの王座返上で空位になったWBA世界ウェルター級王座決定戦を黄俊錫と行い15回3-0(148-140、2者が146-139)の判定勝ちを収め王座獲得に成功した。
1983年9月3日、ロジャー・スタッフォードと対戦し初回1分42秒TKO勝ちを収め初防衛に成功した。
1984年2月4日、マーロン・スターリングと対戦し15回3-0(144-142、2者が145-140)の判定勝ちを収め2度目の防衛とIBF世界ウェルター級王座認定に成功した。
1984年4月21日、エリオ・ディアスと対戦し7回終了時棄権によるTKO勝ちを収めWBAは3度目、IBFは初の防衛に成功した。
1984年9月22日、ニノ・ラ・ロチャと対戦し6回1分27秒KO勝ちを収めWBAは4度目、IBFは2度目の防衛に成功した。
1985年1月19日、コリン・ジョーンズと対戦し4回36秒TKO勝ちを収めWBAは5度目、IBFは3度目の防衛に成功した。
1985年12月6日、ラスベガス・ヒルトンでWBC世界ウェルター級王者ミルトン・マクローリーと対戦。両者とも安定政権でカリーはWBAで5度、IBFは3度の防衛を果たしたのに対しマクローリーは4度防衛する実力者で両者とも無敗でクラス最強を決める試合になったが2回1分53秒KO勝ちを収めWBAは6度目、IBFは4度目、WBC王座獲得に成功し、名実ともにウェルター級クラス最強になった。
1986年3月9日、エドゥアルド・ロドリゲスと対戦。WBCとIBFのタイトルマッチ承認料をロドリゲスが払わなかったためWBAのみがかけられた。2回2分29秒KO勝ちを収め7度目の防衛に成功した。
1986年9月27日、ロイド・ハニガンと対戦し6回終了時棄権によるTKO負けを喫しWBAは8度目、WBCは初、IBFは5度目の防衛に失敗し王座から陥落した。3団体のベルトを一瞬にして失った。
1987年2月7日、USBA全米スーパーウェルター級王者トニー・モンゴメリーと対戦し5回2分29秒失格勝ちを収め王座獲得に成功した。
1987年4月4日、カルロス・サントスと対戦し5回2分25秒失格勝ちを収め初防衛に成功した。
1987年7月18日、WBA世界スーパーウェルター級王者マイク・マッカラムと対戦したが、左フックを浴び、キャリア初のカウンテッドアウトとなる5回1分14秒KO負けを喫し2階級制覇に失敗した。
1988年7月8日、再度2階級制覇に挑戦。WBC世界スーパーウェルター級王者ジャンフランコ・ロッシと対戦。クリンチ多用でかつ防御が固いロッシからダウンを5度奪う圧倒的に試合を進め、防御を強引に砕き9回終了時棄権によるTKO勝ちを収め2階級制覇に成功した。
1989年2月11日、ルネ・ジャコーと対戦。アウェーにもかかわらず下馬評は圧倒的優位だったが12回0-3(113-117、115-117、116-118)の判定負けを喫し初防衛に失敗し王座から陥落した。この試合は1989年度のリングマガジン アップセット・オブ・ザ・イヤーに選ばれた。
1990年10月18日、IBF世界ミドル級王者マイケル・ナンと対戦し10回1分59秒KO負けを喫し3階級制覇に失敗した。
1991年6月18日、WBC世界スーパーウェルター級王者テリー・ノリスと対戦し8回2分54秒KO負けを喫し2年振りの王座返り咲きに失敗した。
1997年4月9日、IBA世界スーパーウェルター級王者エメット・リントンと対戦し7回1分8秒TKO負けを喫し王座獲得に失敗した試合を最後に現役を引退した。

## 獲得タイトル
- NABF北米ウェルター級王座
- USBA全米ウェルター級王座
- IBF世界ウェルター級王座(防衛4度)
- WBA世界ウェルター級王座(防衛7度)
- WBC世界ウェルター級王座(防衛0度)
- USBA全米スーパーウェルター級王座
- WBC世界スーパーウェルター級(防衛0度)